# Conférence mondiale de l'ILGA
La Conférence mondiale de l'ILGA (International Lesbian and Gay Association ; en français, association internationale des lesbiennes et des gays), est une fédération mondiale d’associations nationales et de groupes régionaux fondée en 1978 et qui a pour objectif, « l’obtention des droits égaux pour les lesbiennes, les gays, les bisexuels et les transgenres (LGBT) ».
En 2006, la Conférence mondiale de l'ILGA - qui dans la règle se tient tous les deux ans - a eu lieu à Genève du 27 mars au 3 avril 2006. Cette conférence était organisée par un groupement d’associations LGBT suisses : l'association mixte 360, l'association gay Dialogai et l'association lesbienne Lestime. Les associations homosexuelles nationales étaient également partie prenante : Pink Cross (association gay) et la LOS (association lesbienne). Le militant suisse Yves de Matteis - ancien membre du comité de l'ILGA et ancien coprésident de Pink Cross - assurait la coordination avec l'ILGA.
La Conférence devait se dérouler en même temps que la Commission des droits de l'homme des Nations unies, Commission qui a jusqu’à présent échoué à reconnaître et à faire valoir les droits que revendiquent les gays et lesbiennes. Malheureusement, cette dernière ne s'est réunie que durant quelques heures.
La Conférence de l'ILGA a malgré tout été l'occasion pour ses organisateurs, de rappeler à l’ONU l'une des revendications qui consiste à faire admettre clairement que selon eux, « l’orientation sexuelle et l'identité de genre appartiennent aux droits humains ».
La conférence suivante devait avoir lieu, en 2008, dans la ville de Québec, capitale du Québec, pour le 400e anniversaire de sa fondation. La conférence suivante, en 2010, devait se tenir à Moscou qui, en 2006, a vu sa Gay Pride être le théâtre de violences particulièrement importantes.
Finalement, du fait de problèmes d'organisations, les deux dernières conférences de l'ILGA ont eu lieu en 2009 à Vienne, en Autriche, et en 2011 à Sao Paulo, au Brésil.